# Adolf Friedrich Zürcher

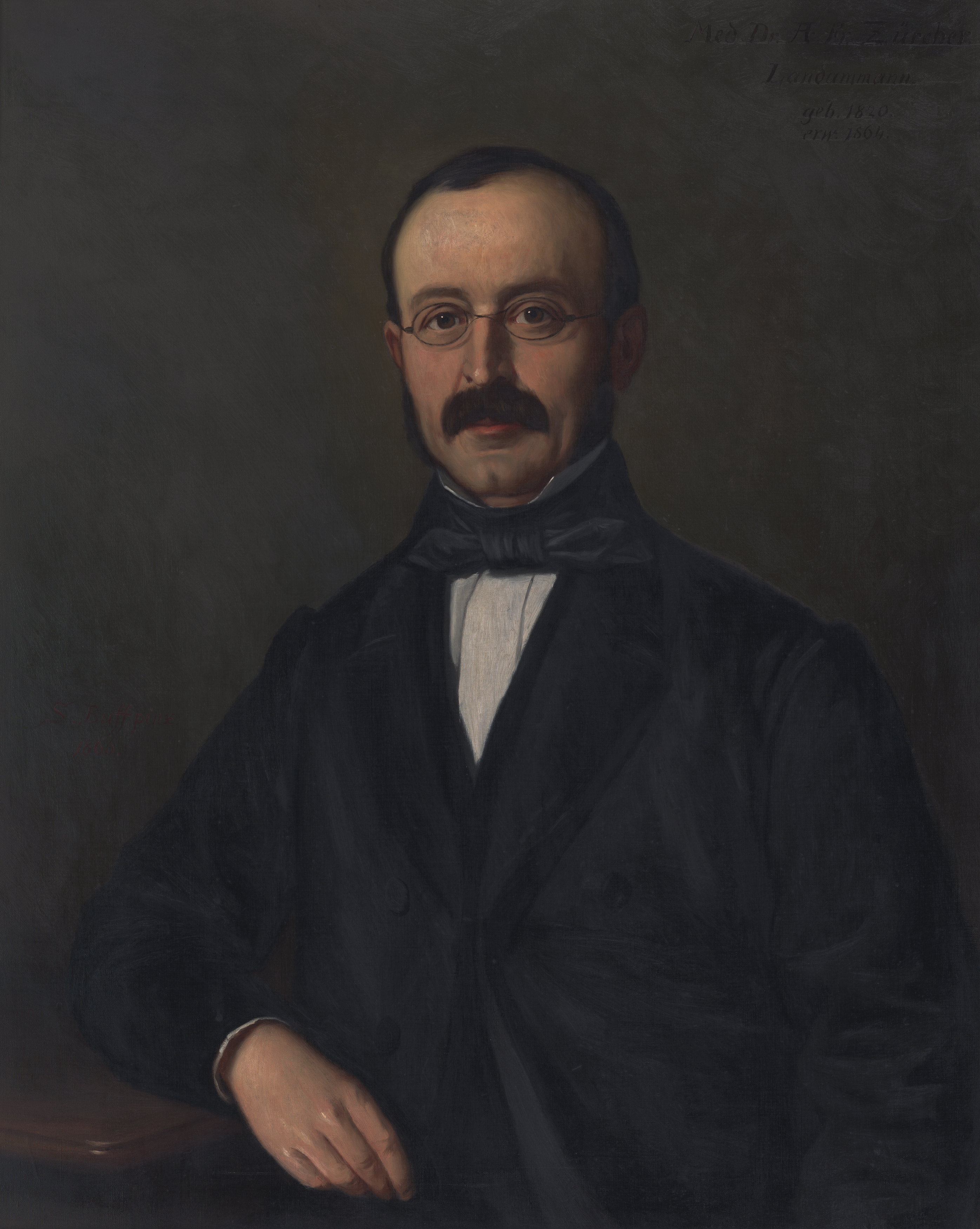
Adolf Friedrich Zürcher, Landammann von Appenzell Ausserrhoden, Gemälde von Sebastian Buff (1866)

Adolf Friedrich Zürcher (* 28. Dezember 1820 in Arbon; † 5. Januar 1888 in Herisau) war ein Schweizer Politiker, Arzt und Richter. Von 1857 bis 1872 gehörte er dem Nationalrat an, von 1857 bis 1867 sowie 1871/72 war er Mitglied der Kantonsregierung von Appenzell Ausserrhoden.

## Biografie
Seine Eltern waren der Färber und Fabrikant Johann Ulrich Zürcher sowie Maria Heidegger. Der aus Teufen stammende Zürcher absolvierte ab 1835 das Gymnasium in St. Gallen, ab 1838 ein Medizinstudium an den Universitäten Zürich, Heidelberg und Freiburg im Breisgau. 1842 eröffnete er in Herisau eine Arztpraxis, die er sechs Jahre später aufgab, um sich der Politik zu widmen. Ebenfalls 1848 heiratete er Sophie Schläpfer, die Tochter des früheren Landammanns Johann Jakob Schläpfer. Am Sonderbundskrieg nahm er als Bataillonsarzt teil.
Zürchers politische Karriere begann 1848 mit der Wahl in den Gemeinderat von Herisau, dem er bis 1852 angehörte. Anschliessend war er bis 1857 Mitglied des Kleinen Rats hinter der Sitter. 1857 wurde er in die Standeskommission, die Kantonsregierung von Appenzell Ausserrhoden, gewählt. Zuletzt stand er dieser in den Jahren 1871/72 als Landammann vor. Zum Teil parallel dazu übte Zürcher weitere Ämter auf kantonaler Ebene aus. So war er von 1859 bis 1867 Mitglied des Ehegerichts (1866/67 als Präsident). Seine medizinischen Kenntnisse brachte er von 1847 bis 1867 als Präsident der kantonalen Sanitätskommission ein, ebenso als Präsident der Prüfungsbehörde des schweizerischen Medizinalkonkordats. Darüber hinaus war er von 1847 bis 1867 Präsident der Ausserrhoder Landesschulkommission und von 1853 bis 1887 Präsident der Rettungsanstalt Wiesen in Herisau.
Bei den Parlamentswahlen 1857 gelang Zürcher erstmals die Wahl in den Nationalrat. Fünfmal in Folge schaffte er die Wiederwahl, zuletzt bei den Parlamentswahlen 1872. Als gemässigter Liberaler neigte er eher zu den Konservativen. Von 1872 bis 1880 präsidierte er das Ausserrhoder Obergericht. Als Mitglied des kantonalen Revisionsrats war er von 1875 bis 1881 massgeblich an der Neufassung der Ausserrhoder Zivil- und Strafprozessordnungen beteiligt.